# الملامح الأساسية للعنف الأسري
توفر الملامح الأساسية التالية نظرة عامة عن العنف الأسري:
العنف الأسري: هو نمط من الأفعال المسيئة يقوم به أحد الشريكين في علاقة حميمة أو كلاهما خلال الزواج أو المواعدة أو تشكيل الأسرة أو المساكنة. يُعرف أيضًا باسم: الإساءة الأسرية والإساءة الزوجية والضرب والعنف الأسري والعنف من قبل الشريك (IPV).

## ما هو نوع العنف الأسري؟
يمكن وصف العنف الأسري ليشمل كل مما يلي:
- العنف: استخدام القوة الجسدية لفرض حالة معينة على الآخرين تعاكس رغباتهم، ويمكن أن يتضمن مجموعة من الإساءات اللفظية والعاطفية والاقتصادية والبدنية والجنسية.
- التحكم: حدد برايكر الطرق التالية والتي يتحكم من خلالها بعض الأطراف بضحاياهم:[4]
  - التعزيز الإيجابي: من خلال الثناء والسحر الظاهري والتعاطف الخادع (دموع التماسيح). والمال والموافقة والهدايا والاهتمام وتعبيرات الوجه مثل الضحك أو الابتسامة المخادعة.
  - التعزيز السلبي: من خلال إبعاد الحالات السلبية كمكافأة. على سبيل المثال: «لن تكون مضطرًا للمشي إلى المنزل إذا سمحت لي بالقيام بذلك معك».[5]
  - التعزيز الجزئي أو المتقطع (على فترات متقطعة): يمكن أن يؤدي التعزيز السلبي الجزئي أو المتقطع إلى خلق حالة من الخوف والشك. ويمكن أن يشجع التعزيز الإيجابي الجزئي أو المتقطع الضحية على الصبر والاستمرار في العلاقة.[6]
  - المعاقبة: مثل التوبيخ أو الصراخ أو رفض التحدث مع الشريك أو التخويف أو التهديد أو الشتائم أو الابتزاز العاطفي أو جعله يشعر بالذنب أو البكاء أو لعب دور الضحية.
  - التعلُّم من تجربة واحدة من الصدمات: مثل الإساءة اللفظية أو الغضب بشكل انفجاري أو أي سلوك مخيف آخر لإثبات الهيمنة أو التفوق، يمكن أن يعوّد استخدام هذا السلوك (حتى لمرة واحدة) الضحية على تجنب إثارة الخلافات أو المواجهة.
- الاضطهاد: هو ممارسة السلطة أو القوة على الآخرين بطريقة مرهقة أو قاسية أو غير عادلة. كما يمكن تعريفه على أنه حالة الشعور بالاضطهاد والشعور بالإرهاق الشديد عقليًا أو جسديًا من خلال الاضطرابات والظروف المعاكسة والقلق.[7]

## الانتشار
ينتشر وباء العنف الأسري في جميع أنحاء العالم وفي مختلف الثقافات، ويؤثر على الناس في جميع أنحاء المجتمع بغض النظر عن الوضع الاقتصادي أو النوع الجنسي.

## العوامل المتعلقة بالعنف الأسري
- مقياس تكتيكات النزاع: هو طريقة لتحديد مدى عنف الشريك في العلاقة عن طريق قياس السلوكيات التكتيكية للنزاعات.
- دورة الإساءة: من خلال استخدام نظرية الدورة الاجتماعية لتوضيح أنماط سلوك العنف في العلاقة الحميمية: مرحلة التوتر، مرحلة الفعل، مرحلة المصالحة، ومرحلة الهدوء والتي تؤدي مرة جديدة إلى مرحلة التوتر.[8]
- دورة العنف:
  - هي تكرار أعمال العنف كأمر دوري في العلاقة وتكون مرتبطة بمشاعر كبيرة من الانتقام. تتكرر الدورة ويمكن أن تحدث عدة مرات أثناء العلاقة. وقد تستغرق كل مرحلة فترة زمنية مختلفة، وقد يزيد مستوى العنف مع مرور الوقت.
  - دورة العنف عبر الأجيال: هي العنف الذي ينتقل من الأب إلى الابن أو الابنة، من الوالدين إلى اطفالهم، أو من الأخ أو الأخت إلى بقية الأخوة.[9]
- كره الرجال: مشاعر الكراهية أو عدم الحب تجاه الرجال أو الفتية.[10]
- كره النساء: مشاعر الكراهية أو عدم الحب تجاه النساء أو الفتيات، قد تظهر بدرجات متفاوتة من القوة، مثل تدريب الفتيات أو النساء ليشعرن بالازدراء الذاتي أو العنف.[11]
- اضطراب العلاقة.

## الآثار
قد يسبب العنف الأسري ما يلي:
- آثار العنف المنزلي على الأطفال: خلل في مجالات الحياة الجسدية والسلوكية والعاطفية والاجتماعية والتي تؤثر على استقرار حياتهم ونموهم وتجاربهم في سن المراهقة والمواقف المستقبلية ومعدل الموت.[12]
- المرض العقلي: يرتبط النمط النفسي أو السلوكي بشكل عام بالاضطراب الشخصي أو الإعاقة التي تحدث للفرد، والتي لا تشكل جزءًا من التطور الطبيعي أو الثقافة.[13] قد يشمل مثل هذا الاضطراب على مجموعة من المكونات العاطفية والسلوكية والمعرفية والإدراكية.
  - متلازمة الشخص المُعنّف: هي الحالة الجسدية والنفسية لضحايا العنف الأسري، والتي قد تتجلى كنوع من اضطراب ما بعد الصدمة (PTSD) بسبب دورة العنف المستمرة.[14]
  - الأذى الذاتي: إصابة مقصودة ومباشرة لأنسجة الجسد، يتم في أغلب الأحيان دون نوايا انتحارية.
- الانتحار: فعل متعمد يتسبب في وفاة الفاعل. غالبًا ما يحدث الانتحار بسبب اليأس أو يُعزى إلى بعض الاضطرابات النفسية الداخلية مثل: الاكتئاب أو الاضطراب ذو الاتجاهين أو الانفصام أو الإدمان على الكحول أو تعاطي المخدرات.[15]
  - التضحية بالنفس: تعريض النفس للخطر الكبير: تكون غالبًا كشكل من أشكال الاحتجاج أو عملية استشهادية أو الانتحار.[16]

## قانونيًا

### العلاجات
- مقاضاة العنف الأسري بشكل يعتمد على الدليل: يحاول المدعون العامون حل قضايا العنف المنزلي بشكل كبير، ويستندون في حل القضايا على الأدلة بدلًا من التعاون مع الضحايا، مما يؤدي إلى ارتفاع معدلات الإدانة.[17]
- الأمر القضائي: هو تحقيق الانصاف والعدل على شكل أمر محكمة يجبر أحد الطرفين على القيام بأفعال معينة أو الامتناع عنها. ويواجه أي طرف لا يمتثل للأمر القضائي عقوبات جنائية أو مدنية وقد يضطر إلى دفع تعويضات. تعتبر مخالفات الأوامر الجنائية في بعض الحالات جرائم خطيرة تستحق الاعتقال ويوجد احتمال صدور أحكام بالسجن للمخالفين.
  - أمر تقييدي: يتطلب أن يقوم طرف ما ببعض الأعمال أو الامتناع عن القيام بها. الطرف الذي يرفض الامتثال لأمر التقييد يواجه عقوبات جنائية أو مدنية وقد يضطر لدفع تعويضات أو قبول عقوبات. يمكن اعتبار مخالفات الأوامر التقييدية جرائم جنائية خطيرة تستحق الاعتقال ومن الممكن صدور أحكام بالسجن للمخالفين. يُستخدم المصطلح بشكل واسع للإشارة إلى العنف الأسري أو المضايقة أو التتبع أو الاعتداء الجنسي.

## المواضيع العامة
- الدفاع عن النساء المعرضات للتعنيف: وهو إجراء للدفاع عن النفس يستخدم في المحكمة يدعي أنَّ الشخص المتهم بالاعتداء أو القتل كان يعاني من متلازمة الشخص المُعنّف.
- محاكم العنف الأسري: هي محاكم متخصصة تهدف إلى تحسين سلامة الضحايا وتعزيز مساءلة المدّعى عليهم، تم إنشاؤها استجابة للشكاوى من المدافعين عن الضحايا والقضاة والمحامين الذين رأوا المدعى عليهم يفلتون من العقاب بشكل متكرر بسبب نظام العدالة.